# Woldemichael Abraha
Pour les articles homonymes, voir Abraha (homonymie).
Woldemichael Abraha est un homme politique érythréen.  

## Biographie
Woldemichael Abraha est ministre des Transports et des Communications de l'Érythrée à partir de 2004. 
Le 19 mars 2014, il est nommé ministre du Gouvernement local par Isaias Afwerki. Il succède ainsi à Woldemichael Gebremariam à cette fonction, après la mort de ce dernier le 4 août 2013. Selon la convention gouvernementale érythréenne, il joue aussi le rôle informel de vice-président, remplaçant le chef de l'État lorsqu'il est absent. Après sa désignation, il décrit le développement humain comme un « prérequis vital » aux progrès économiques du pays.